# Diodora arcuata
Diodora arcuata är en snäckart som först beskrevs av G. B. Sowerby II 1862.  Diodora arcuata ingår i släktet Diodora och familjen nyckelhålssnäckor. Inga underarter finns listade i Catalogue of Life.